# Branko Bulatović
Branko Bulatović (cyr. Бранко Булатовић; ur. 10 grudnia 1951 w Kolašinie, zm. 26 marca 2004 w Belgradzie) – serbski i jugosłowiański działacz piłkarski.

## Życiorys
Urodził się w 1951 roku w czarnogórskim Kolašinie. W latach 1981–1987 był sekretarzem generalnym czarnogórskiego klubu FK Buduńcnost Titograd. W 1991 roku objął funkcję sekretarza generalnego krajowego związku piłkarskiego  – Fudbalski savez Jugoslavije. 26 marca 2004, wchodząc w godzinach porannych do budynku związkowego zlokalizowanego na belgradzkim placu Terazije, został zastrzelony przez nieznanego sprawcę, który został później opisany przez świadków jako osoba około 40-letnia i mierząca w przybliżeniu 180 cm. Bulatović zmarł w szpitalu tego samego dnia, przebywając uprzednio w śpiączce.
Był żonaty z Biljaną, mieli dwoje dzieci – Anę i Blaža.